# Margot Simond
Margot Simond (* 5. April 2007 in Val-d’Isère; † 24. April 2025 ebenda) war eine französische Skirennläuferin.

## Biographie
Simond stammte aus einer Familie von Skifahrern. Ihre Eltern waren ebenfalls als Skirennläufer aktiv.
Ihr internationales Renndebüt feierte sie am 7. Dezember 2023 bei einem FIS-Riesenslalom in Puy-Saint-Vincent. 14 Monate später nahm sie an ihrem ersten internationalen Großereignis, dem Europäischen Olympischen Winter-Jugendfestival in Bakuriani teil. Dort verpasste sie im Mannschaftswettbewerb als Vierte nur knapp eine Medaille.
Zum Abschluss der Saison wurde Simond erstmals französische Jugendmeisterin im Slalom. Beim Training zu einem von Red Bull und Clément Noël veranstalteten Showevent namens Red Bull Alpine Park verunglückte Simond am 24. April 2025 tödlich. Sie kollidierte mit einem für die Veranstaltung errichteten Schneetunnel und zog sich dabei tödliche Verletzungen zu und verstarb noch an der Unfallstelle.

## Erfolge

### Juniorenweltmeisterschaften
- Tarvisio 2025: 20. Slalom, 28. Abfahrt, DNF Super-G, DNF Riesenslalom, DNF Team-Kombination

### Europäisches Olympisches Winter-Jugendfestival
- Bakuriani 2025: 4. Mannschaft, DNF Riesenslalom, DNF Slalom

### Weitere Erfolge
- 4 Siege bei FIS-Rennen
- Französische Jugendmeisterin im Slalom (2025)